# ألفارو سانتياغو
ألفارو سانتياغو (بالإسبانية: Álvaro Santiago)‏ هو لاعب كرة قدم إسباني في مركز الدفاع، ولد في 27 نوفمبر 1949 في عذرة في إسبانيا.